# Лоенга, Эдуард
Эдуард Якоб Невен Лоенга — голландский математик, известный работами в алгебраической геометрии и теории алгебраических групп.

## Биография
Изучал математику в университете Амстердама с 1965 года и получил степень магистра в 1971 году.
Получил стипендию на два года обучения в Институте высших исследований скьентификес во Франции.
После чего вернулся в университет Амстердама и защитил докторскую диссертацию в 1974 году под руководством Николаса Кёйпера.
Получил постдокторскую позицию в Ливерпульском университете.
В 1975 году стал профессором университета Неймегена.
В 1987 году вернулся на должность профессора Амстердамского университета.
Снова переехал в Утрехт в 1991 году.
После его выхода на пенсию 2013, он также занимал должность профессора в университет Цинхуа.

## Признание
- В 1978 году, был приглашенным докладчиком на Международном конгрессе математиков.
- Член Королевской нидерландской академии искусств и наук с 1995 года.
- С 2012 года Действительный член Американского математического общества.[6]
- В 2013 году была организована конференция в честь его выхода на пенсию в университете Утрехта.

## Публикации
- Looijenga, Eduard. Root systems and elliptic curves (англ.) // Inventiones Mathematicae : journal. — 1976. — Vol. 38, no. 1. — P. 17—32. — doi:10.1007/BF01390167.
- Looijenga, Eduard J. N. Isolated singular points on complete intersections (англ.). — Cambridge: Cambridge University Press, 1984. — Vol. 77. — ISBN 0-521-28674-3.
- Looijenga, Eduard. On the tautological ring of {\displaystyle {\mathcal {M}}_{g}} (англ.) // Inventiones Mathematicae : journal. — 1995. — Vol. 121, no. 2. — P. 411—419. — doi:10.1007/BF01884306.